# Bergbau bei Hain-Gründau

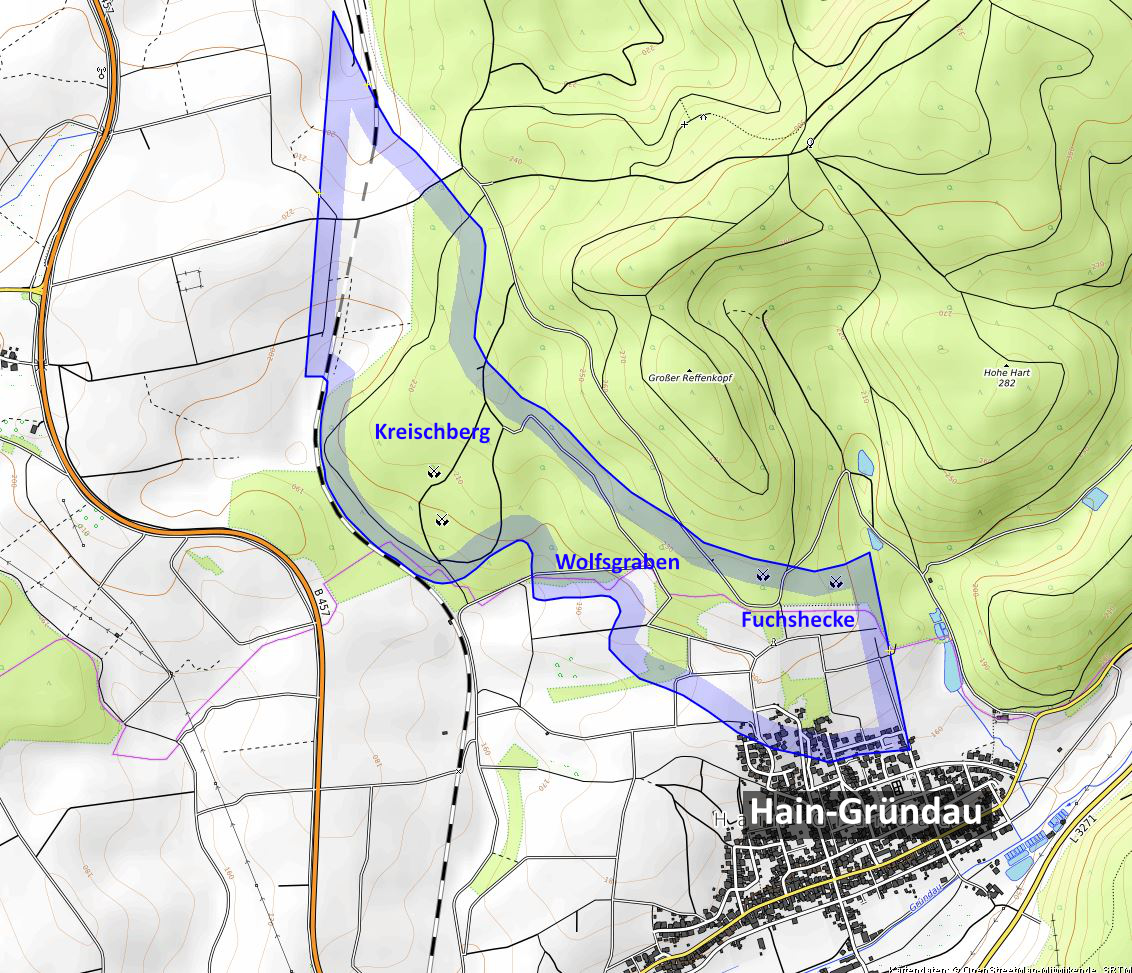
Bergbaugebiet (blau umrandet)

Bergbau auf Kupfer und im geringen Umfang auf Silber fand bei Hain-Gründau in einem breit gefächerten Gebiet am Fuße des Großen Reffenkopf nördlich und nordwestlich des Ortes statt. Es gab zahlreiche urkundlich belegbare Bergbauperioden zwischen (spätestens) 1400 und dem 19. Jahrhundert, die durch ebenso zahlreiche Betriebspausen unterbrochen waren.

## Lagerstätte
Die Lagerstätte beinhaltet 30 bis 50 cm mächtige Flöze von Kupferletten sowie Kupferschiefer und führt Kupfer-Arsen-Sulfide (Tennantit, Enargit, Silber-führend), Kupfer-Eisen-Sulfide (Kupferkies, Bornit) und Arsenide (Löllingit, Arsenkies).
Das geologische Profil bei Hain-Gründau setzt sich am Großen Reffenkopf und dem die westliche Flanke bildenden Kreischberg wie folgt zusammen (von oben nach unten):
| Schichtdicke  | Gestein                                                            |
| ------------- | ------------------------------------------------------------------ |
| 25 m          | feinkörniger unterer Buntsandstein                                 |
| 60 m          | unterer Buntsandstein, Bröckelschiefer                             |
| 15 m          | Kalkmergel, Tonschiefer                                            |
| 20 m          | grünlichgrauer, auch gelber Mergelschiefer                         |
| 3 bis 5 m     | Zechsteinkalk, dolomitisch                                         |
| 1 bis 3 m     | bituminöse Mergelschiefer, dünn geschichtet                        |
| 0,3 bis 0,5 m | schwarzbrauner Kupferletten, bei höherem Kalkgehalt Kupferschiefer |
| darunter      | Zechsteinkonglomerat                                               |

## 1400 bis 1500
Kupferbergbau in Hain-Gründau wird erstmals urkundlich im Jahr 1400 erwähnt – zusammen mit dem Kupferbergbau im weiter südlich gelegenen Hailer. Das Bürgerbuch der Stadt Gelnhausen verzeichnet, dass die Adelsfamilie Wickern von Selbold Bergbau betreibt und die Schandelmühle (heute: Wackermühle in Altenhaßlau) zu einer Schmelzhütte umgebaut worden war.
Der Grubenbetrieb kam kurz darauf zum Erliegen, wurde aber wahrscheinlich wieder aufgenommen. Erst ab 1490 gibt es wieder Nachrichten, als der Mainzer Erzbischof Berthold allen aktiven Gruben in und vor dem Spessart Bergfreiheit zusicherte.

## 1610 bis 1656 – Grafen von Ysenburg und Büdingen

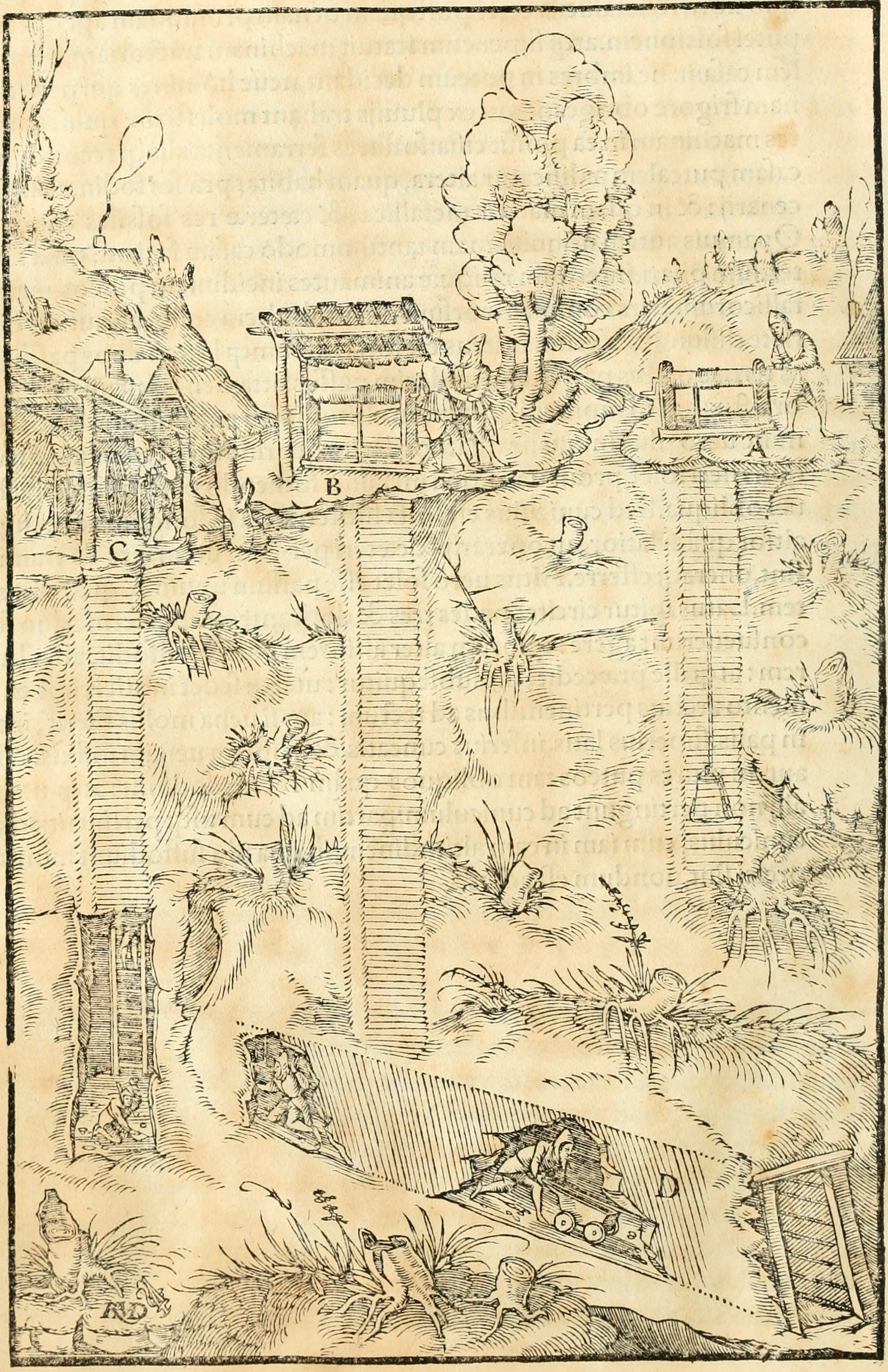
Schachtförderung im 16. und 17. Jahrhundert

Spätestens ab 1610 betrieb Graf Wolfgang Ernst I. von Ysenburg Gruben in Hain-Gründau und im benachbarten Hailer. Im Jahr 1610 war bereits eine erste Schmelzhütte bei Hain-Gründau in Betrieb, die neben den lokalen Kupfererzen auch solche aus Cleeberg im Taunus einschmolz (Grube Silbersegen bei Espa). Die genaue Lage der Hütte ist unbekannt, Köbrich berichtet, dass sie zwischen Hain-Gründau und Gettenbach stand, nahe der alten Mühle bei Lage. Ab 1615 wurden die Führungskräfte (Steiger und Verwalter) aus Ilmenau, Schmalkalden und Mansfeld eingeworben, die Berg- und Hüttenknechte kamen aus der näheren Umgebung. Mit Beginn des Dreißigjährigen Krieges 1618 verfielen die Kupferpreise und ein Abbau war nicht mehr rentabel, die Landesherren zu Ysenburg hielten den Betrieb noch einige Jahre aufrecht, obwohl er keinen Gewinn abwarf. Im Jahre 1633 verstarb Graf Wolfgang Ernst. Zudem erreichte der Hessenkrieg in den Jahren 1633 bis 1635 Hain-Gründau, was zu starken Verwüstungen und dramatischen Verlusten bei der Bevölkerung führte. Gegen 1635 traf eine Pestepidemie die Region, wodurch verheerende Verluste an Menschenleben zu beklagen waren. Krieg und Pest führten dazu, dass über 60 % der Bewohner der Region verstarben. Als Folge aller drei Ereignisse wurde der Bergbau Mitte der 1630er Jahre eingestellt. Die Kriegs-Ereignisse führen zu einer Zerstörung des Ortes, weswegen er 8 Jahre nach Kriegsende an anderer Stelle neu aufgebaut werden musste (siehe dazu: Der Dreißigjährige Krieg und die Zerstörung des Dorfes).
Ab 1656 wurde begonnen den Ort neu zu errichten. Zeitgleich gab es nach langer Pause den Versuch, den Bergbau wieder zu beginnen. Dieser blieb erfolglos, da zu hohe Investitionen hätten getätigt werden müssen.

## 1680 bis 1700 – Erste Ysenburger Gewerkschaft
Ab 1680 erwachte das Interesse am Bergbau wieder. 1682 und 1683 veranlassten die Grafen zu Ysenburg-Büdingen umfangreiche Untersuchungen, Prospektionen und Versuchsgrabungen wurden durchgeführt. Die hohen Investitionskosten und der geringe Erfolg führten 1697 dazu, dass die Grafen das finanzielle Risiko nicht weiter allein tragen wollten, es wurde die aus 16 Gewerken  bestehende Ysenburger Gewerkschaft gegründet, die auch die Bergwerke in Sommerkahl betrieb.
Ab 1699 erreichten zwei Schächte das Kupferflöz in 24 m Teufe, teilweise im Alten Mann. Drei Bergleute aus der Region und ein Steiger aus Sachsen verrichteten die Arbeiten. Der Abbau erfolgte durch Krummhälserarbeit. Die angetroffenen Erze erwiesen sich von guter Qualität, so dass der Kurmainzische Bergmeister Johann Georg Wild – der auch die Gruben in Sommerkahl leitete, es unternahm das Werk regelmäßig zu besichtigen und zu überwachen. Im November 1699 befuhr als zweiter Sachverständiger Probierer Peter Becker aus Hanau das Werk und befand es gleichfalls als aussichtsreich. Die Mächtigkeit des Erzganges sei zwar nicht sehr groß, dafür ließen sich die Erze gut schmelzen. Schließlich wurde im April 1700 als dritter externer Sachverständiger der sächsische Hüttenverwalter Georg Siegfried Trier aus Ilmenau hinzugezogen. Er befuhr die Gruben bei Hain-Gründau und bei Hailer und befand die Vorkommen für gut und empfahl den Abbau. Er erklärte sich bereit einige Kuxe selbst zu übernehmen und das Werk zu leiten.

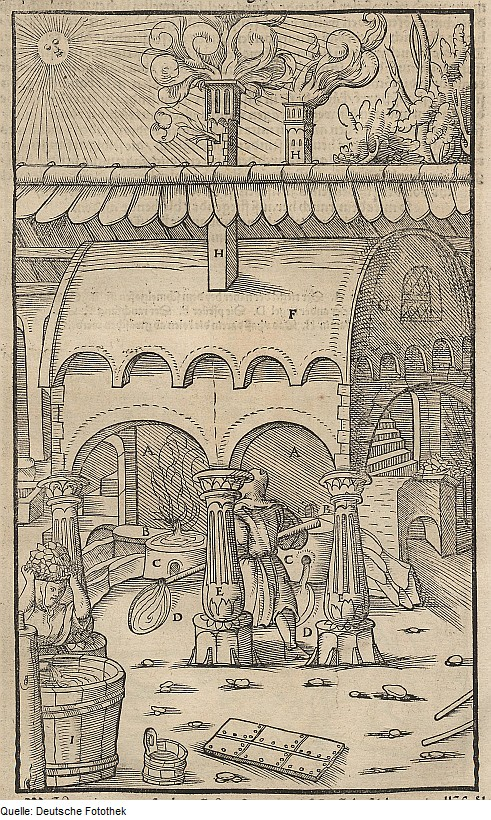
Schmelzofen im 16. und 17. Jahrhundert

Georg Siegfried Trier lieferte auch die Pläne für eine neue Schmelzhütte, diesmal direkt östlich von Hain-Gründau. Das zu errichtende Schmelzhaus hatte eine Breite von 42 Schuh und eine Länge von 56 Schuh (etwa 14 m mal 19 m), der Ofen hatte die Grundfläche von 35 mal 8 Schuh (Lage), die Hütte ging 1700 in Betrieb.

## 1700 bis 1702 – Zweite Ysenburger Gewerkschaft
Am 1. Juli 1700 erhielt die zweite Ysenburger Gewerkschaft ein förmliches Bergwerksprivileg verliehen, die Einzelbestimmungen lehnten sich an das Bergrecht bedeutenderer Bergbauregionen an. Die Gewerkschaft hatte das ausschließliche Schürf- und Gewinnungsrecht in Hain-Gründau und in Hailer, zudem hatte sie für alle anderen Orte in der Grafschaft ein Vorrecht auf Metalle und Mineralien anderen Abbau-Interessierten gegenüber. Die Grube wurde nach Graf von Ysenburg-Meerholz Zum Georg Albrecht benannt, die Aufsicht übernahm Steiger Schürbaum. Die Grube in Hain-Gründau wurde zusammen mit der Grube in Hailer betrieben, beschäftigt waren auf beiden Gruben 10 bis 15 Bergleute. Die Verhüttung des gewonnenen Erzes erwies sich als technisch sehr aufwändig, da es nur mit teuren Zuschlagstoffen gelang, das Kupfererz aufzubereiten. Die zusätzliche Errichtung einer Saigerhütte zur Gewinnung von Garkupfer wäre notwendig geworden. Die Gewerken wollten diese aber nicht mehr finanzieren. Bereits am 1. November 1700 wurde deswegen mit Grubenleiter Trier ein Vertrag aufgesetzt, in dem er sich verpflichtet, das Schwarzkupfer anderweitig zu Mindestpreisen zu vertreiben, zudem auch noch 1000 Reichstaler Vorschuss zu leisten habe.
Grubenleiter Trier kam unmittelbar in finanzielle Schwierigkeiten, da sowohl der Abverkauf des Kupfers nicht wie gewünscht lief, als auch der hohe Vorschuss nicht beschafft werden konnte. Aus diesen Gründen versuchte er seinen (früheren) Vorgesetzten, den sächsischen Berghauptmann Georg Christoph von Utterodt zu Scharfenberg auf Schwarzhausen und Schmerbach für die Gruben zu interessieren. Dieser besichtigte die Gruben im Jahr 1701 und versprach diese ab dem 1. Januar 1702 für 6 Jahre zu pachten, alle notwendigen Bauten zu finanzieren und für jeden in Betrieb befindlichen Schmelzofen jährlich 325 Reichstaler zu entrichten. Kurze Zeit später, wahrscheinlich im Herbst 1701 stockten die Verhandlungen, da er neue Konditionen verlangte, die die Ysenburger Grafen nicht akzeptieren wollten. Es gab dauerhaft keine Einigung, so dass die Schächte und Stollen in den kommenden Jahren verfielen. Grubenleiter Trier bot zwar wiederholt seine Dienste an, es war ihm aber kein Erfolg beschieden.

## 1709 bis 1713 – Leipziger Gewerkschaft
Der Gräflich Hanauische Bauverwalter Otto führte im März 1709 eine zweiwöchige Schmelzprobe auf der Hütte bei Hain-Gründau durch. Er verwendete dabei Kupfererz von den Bergwerken bei Bieber. Das Ergebnis wurde für gut befunden.
Ab Sommer 1709 bewarb sich daher eine Gewerkschaft aus Ilmenau für die Belehnung der Gruben bei Hailer und Hain-Gründau.
Im Jahr 1710 wurde eine neu gegründete Gewerkschaft von den Grafen Ernst Casimir I. zu Ysenburg-Büdingen-Büdingen und Georg Albrecht zu Ysenburg-Büdingen-Meerholz mit dem Abbau beauftragt, es kamen nicht die Gewerke des Angebotes aus dem Vorjahr zum Zug, sondern Johann Wilhelm Dunckler, sein Sohn, Andreas Otto Mahn, sowie weitere Personen wurden benannt, die wohl überwiegend aus Leipzig stammten. Hohe Kosten, erneute Probleme mit dem Schmelzen und Streitigkeiten über Verhüttungsfragen brachten den Betrieb jedoch bereits 1713 oder 1714 wieder zum Erliegen.

## 1716 bis 1750er – Zeitweiser Betrieb
Ab dem Jahr 1716 begann die Schmelzhütte zu verfallen. Es gab einige Bewerber für den Bergbau, u. a. aus Frankfurt am Main (Christian Metzger, der auch Anteile an Grube Silbersegen hatte), es wurden Untersuchungsarbeiten durchgeführt und auch neue Erz-Fundpunkte vermeldet. Unterlagen fehlen weitgehend aus dieser Zeit. Um das Jahr 1728 hat Betrieb stattgefunden, wie aus einer anderweitigen Belehnungsurkunde hervorgeht, die ausdrücklich den Betrieb in Hain-Gründau erwähnt. Die Kirchenbücher erwähnen im Zeitraum 1717 bis 1746 immer wieder einzelne Anwohner mit Berufsbezeichnungen, die auf aktiven Bergbau hinweisen. Wie kontinuierlich er war und wie groß die Betriebsunterbrechungen, ist nicht bekannt.

## 1758 bis 1773 – Dritte Ysenburger Gewerkschaft
Erst ab 1758 erfahren wir wieder genaueres, es wird eine dritte Ysenburger Gewerkschaft gegründet. Unter der Leitung des Hanauischen Bergmeister Johann Heinrich Cancrin, dem Vater des später gleichfalls beteiligten Franz Ludwig Cancrin und dem Bergverwalter Otto Christoph Pauly (aus Bieber) wurden in den folgenden fünf Jahren 17 Schächte niedergebracht, zudem mindestens ein Stollen aufgefahren. Betrieben wurden Gruben am Kreischberg (später als Geräuschberg bezeichnet), im Wolfsgraben und an der Fuchshecke – alle nördlich bzw. nordwestlich von Hain-Gründau am Fuße des Reffenkopfes gelegen. Die durchschnittliche Erzförderung betrug 3200 Zentner pro Jahr. Der Kupfergehalt des gewonnenen Erzes schwankte beträchtlich zwischen 1,5 % und 8,5 %.
Das Hain-Gründauer Erz war ertragreich, aus 157 Zentnern Erz wurden 13¾ Lot Silber, ein Zentner 61½ Pfund Kupfer, drei Zentner 79¼ Pfund Blei gewonnen; gefördert wurde aus 17 Schächten
Noch 1758 führte Cancrin verschiedene Schmelzproben auf der Hütte in Bieber durch, die Hütte in Hain-Gründau war bereits lange Zeit vollständig verfallen. Er kam zu dem Ergebnis, dass die Errichtung einer neuen Hütte vor Ort wirtschaftlich nicht tragfähig wäre, deswegen sollten alle Erze nach Bieber transportiert werden, um dort verhüttet zu werden. Am 24. Juni 1759 wurde ein Vertrag zwischen den Hain-Gründauer Gewerken und der Bieberer Hütte geschlossen, das Grafenhaus und etliche seiner Beamten beteiligten sich an einer neuen Gewerkschaft. In den folgenden Jahren findet ein regelmäßiger Betrieb statt. Der Siebenjährige Krieg (1756 bis 1763) brachte den Bergbau nicht zum Erliegen, behinderte ihn allerdings. Ein Grubenbericht aus dem Jahr 1763 beschreibt einen Stollen im "Craißberg" (= Kreischberg, später als Geräuschberg bezeichnet – an der Westflanke des Reffenkopfes), der 40 Lachter (ca. 80 m) in den Berg getrieben worden sei. Das Erz habe dort eine Mächtigkeit von 4 Zoll. Zu diesem Stollenbetrieb gehörte auch ein Schacht. Es wurden zu diesem Zeitpunkt bereits 3000 Zentner Kupferschiefer aus dem Stollen gewonnen. Auch andernorts, in der Grube "Im Wolfsgraben" seien schon viele tausend Zentner Kupferschiefer gewonnen worden. Der Kupfergehalt beider Betriebspunkte wird mit 4,5 bis 5 Pfund Kupfer, sowie 3 Lot Silber pro Zentner Kupferschiefer angegeben. Ein Hauer erwirtschaftete 4 bis 5 Zentner Erz pro Schicht. Um 1768 waren bereits 17 Schächte abgeteuft worden.
In diesem Jahr 1763 begann sich die Stimmung zwischen den gräflichen Herrschaften in Büdingen und den Grubenbetreibern Cancrin und Pauly zu verfinstern. Die Grafen klagten, dass auch nach fünfjährigem, erfolgreichen Betrieb immer noch keine Schmelzhütte in der Grafschaft errichtet worden war und die Erze nach wie vor in das Ausland nach Bieber verbracht werden mussten. Zudem hätten die Grubenbetreiber weder den vereinbarten Zehnten gezahlt, noch eine Abrechnung vorgelegt. Diese erwiderten, dass die Qualität der Erze aus Hain-Gründau es nicht zuließe eine eigene Schmelze zu betreiben – sie seien nur als Zuschlag zu anderen Erzen einsetzbar. Erst eine Mischung aus einem Drittel Erz aus Hain-Gründau mit zwei Dritteln Erz aus Bieber sei schmelzbar. Die schlechte Schmelzbarkeit der Erze führe auch dazu, dass sie die Erze erheblich unter Wert verkaufen müssten und deswegen schon über 1800 Gulden aus eigener Tasche zuschießen mussten. Aus diesem Grund erbaten sie den Erlass des Zehnten.
Da die Qualität der Erze in größeren Tiefen besser wurde, schlug Pauly neue Investitionen vor, um das qualitativ bessere Erz mit tieferen Schächten fördern zu können. Es folgen jahrelange Erörterungen, neue Schmelzproben und um 1765 herum wurde sogar der Schultheiß von Hain-Gründau beordert, alle Erz-Ausfuhren zu unterbinden. Dies währte jedoch nicht lange. Inzwischen saß das Misstrauen tief und 1767 beauftragte das Grafenhaus einen externen Gutachter, der die Erzqualität beproben sollte. Er berichtete, dass das Erz ohne Zuschlag verhüttet werden könne.
Im April 1768 verstarb Grubenleiter Cancrin, sein Sohn übernahm mit Pauly die Leitung. Anbetracht der jahrelangen Streitigkeiten über die Höhe des Kupfergehaltes, über die Schmelzbarkeit und über Betrugsvorwürfe bei Erzlieferungen wollte sein Sohn Franz Ludwig Cancrin den Grubenbetrieb nicht weiterführen. Er begann 1769 alle Gruben unter der Hand zum Verkauf anzubieten. Es kamen keine interessanten Angebote, so dass Franz Ludwig Cancrin 1773 den Grubenbetrieb in der "Europäischen Zeitung" öffentlich zum Verkauf anbot. Dies wurde rasch vom Grafenhaus bemerkt und erregte großen Unwillen bei den Grafen. Es wurden Vorwürfe laut, die behaupteten Cancrins Vater und Pauly hätten Raubbau betrieben und die ganze Unternehmung nur betrieben, um der Hütte in Bieber zu helfen. Das Grafenhaus bestellte eilig einen externen Gutachter, der nur noch einen von ehemals 20 Schächten offen fand, alle anderen waren eingestürzt oder zugeschüttet. Der Sachverständige empfiehlt den Grubenbetreibern das Werk zu entziehen. Ob es dazu kam, ist nicht bekannt. Gesichert ist, dass ab 1773 der gesamte Bergbau zum Erliegen kam. In den 15 Betriebsjahren von 1758 bis 1772 wurden 45593 Zentner Kupferschiefer gefördert, andere Schätzungen gehen von 167896 Zentnern aus.

## 1770er bis 1860er – Letzte Abbau-Versuche
Ende der 1770er Jahre hat ein weiterer Abbau stattgefunden, von dem aber kaum Spuren in Publikationen zu finden sind. Berichtet wird nur das bis 1780 ein regelhafter und gewissenhafter Abbau in Schächten und Strecken stattgefunden habe. Im Krummhälserbetrieb waren 12 bis 16 Mann beschäftigt. Da die interessanten Kupferschiefer-Erze größtenteils unterhalb des Gründau-Flussniveaus liegen und deswegen kein Wasserlösungsstollen möglich sei, lohne sich ein Betrieb aber nicht. Eine Pumpenkunst wäre notwendig gewesen, wurde aber nicht eingesetzt.
Neues Interesse an den Gruben ist erst wieder aus dem Jahr 1791 überliefert, der sächsische Bergrat Gottlieb von Riedlofsky erarbeitete ein Gutachten zur Wiederaufnahme des Betriebes.
Erst wieder 1855 gibt es neue Nachrichten, Bergverwalter Thomas Cobley aus Butzbach beantragt die Ausstellung eines Mutscheins für die alten Gruben. Das zuständige Bergamt in Thalitter äußert sich positiv.
In Folge werden von Cobley zwei Stollen und vier Schächte angelegt. Die Untersuchungsergebnisse sind durchweg positiv. Thomas Cobley und Wilhelm Julius Brewer (aus Düsseldorf) erhalten am 8. Mai 1857 die Verleihung auf den Namen "Grube Heilwigis", der Name leitet sich von einer Ahnfrau des Ysenburger Adels ab, eigentlich Helwig von Ysenburg – um 1276 urkundlich erwähnt". Unter dem Firmennamen "Vogelsberg-Spessart Mining Company" wurden die Arbeiten fortgesetzt. Im August 1857 arbeiten 30 Mann auf der Grube, im Mai 1858 wurden die Arbeiten eingestellt. Seitdem wurden keine weiteren Arbeiten mehr durchgeführt. Das Bergwerk fiel ins Freie und wurde erst 1867 erneut verliehen (an Balthasar Emmerich aus Gießen), von dem keine Bergbau-Aktivität bekannt ist.

## Heutige Zeit
Die kupferführenden Schichten der Hain-Gründauer Zechsteinformationen mit Blei, Nickel, Wismut, Kobalt, Eisen, Zink, Gips, Kalkstein, Steinsalz und Schwerspat zogen im 20. Jahrhundert viele Professoren und Studenten zu Exkursionen an die Reste von Stollen und Schächten im "Im Wolfsgraben", "Kreischberg" und "Auf der Fuchshecke".
Heutzutage sind nur noch wenige Spuren des Bergbaus über Tage erhalten. So finden sich keine Gebäude-Überreste, jedoch noch Pingen eingestürzter Stollen und Schächte, beispielsweise:
am Kreischberg von der Grube Heilwigis gut erhaltene, bis zu 5 m hohe Halden mit Schachtpingen (Lage, Lage, Lage, Lage), sowie verbrochene Stollenmundlöcher (Lage, Lage). Weiterhin die älteren und dadurch kaum noch im Gelände erkennbaren Gruben am Wolfsgraben (ca. Lage) und Gruben Fuchshecke (Lage).
Die bei Hain-Gründau gelegene Laurentiuskirche wurde um 1610 aufwändig umgebaut (u. a. neuer Glockenturm, neues Taufbecken), genau in der Zeit, in der der Bergbau von gewerkschaftlicher in fürstliche Hand überging. Nach Slotta liegt es nahe, dass der Kirchenumbau mit der Erneuerung der bergbaulichen Aktivitäten der Grafen zu Ysenburg in Verbindung stehe – die Laurentiuskirche also eine Bergkirche war bzw. wurde. Eindeutige Belege hierfür sind nicht überliefert.
Ein weiterer Bote des alten Bergbaus ist der heute noch erhaltene, 1618 geprägte silberne Ausbeutetaler aus den Erzen von Hain-Gründau und Hailer.